# 西方胸棘鯛
西方胸棘鯛輻鰭魚綱金眼鯛目燧鯛亞目燧鯛科的其中一種，分布於西大西洋區，從加拿大新斯科細亞省南部至巴西海域，棲息深度485-550公尺，體長可達17.3公分，棲息在深水域，無經濟價值。

## 擴展閱讀
維基物種上的相關：西方胸棘鯛